# Jakub Myszor
Jakub Myszor, né le 7 juin 2002 à Tychy en Pologne, est un footballeur polonais qui évolue au poste d'ailier droit au Raków Częstochowa.

## Biographie

### Carrière en club
Né à Tychy en Pologne, Jakub Myszor est notamment formé par le Stadion Śląski Chorzów avant de rejoindre le KS Cracovie à l'été 2019, où il poursuit sa formation. Le transfert est annoncé dès le 20 mars 2019.
Myszor joue son premier match en professionnel avec le KS Cracovie lors d'une rencontre de championnat face au Warta Poznań, le 16 mai 2021. Il entre en jeu à la place de Daniel Pik (en) et son équipe s'incline par un but à zéro.
Il inscrit son premier but contre cette même équipe du Warta Poznań, le 17 octobre 2021 en championnat. Entré en jeu à la place de Michał Rakoczy, il participe à la victoire de son équipe par deux buts à zéro. Myszor parvient à s'imposer en équipe première au cours de l'année 2021, propulsé par son entraîneur Jacek Zieliński, qui lui donne sa chance et qui n'hésite pas à lancer de jeunes joueurs issus du centre de formation.
Le 12 janvier 2024, Jakub Myszor rejoint le Raków Częstochowa. Il signe un contrat courant jusqu'en décembre 2025, avec deux années supplémentaires en option.
Le 6 septembre 2024, Jakub Myszor est prêté par le Raków Częstochowa au Ruch Chorzów pour une saison.

### En sélection
Le 2 juin 2022, Jakub Myszor joue son premier match avec l'équipe de Pologne espoirs face Saint-Marin. Il entre en jeu à la place de Kacper Kozłowski et son équipe s'impose (0-5 score final),.

## Vie privée
Jakub Myszor est le fils de Wojciech Myszor (pl), ancien footballeur polonais passé par le Ruch Radzionków, le Odra Wodzisław Śląski ou encore le Ruch Chorzów.